# Hochtief
Hochtief AG is een Duits constructiebedrijf en bouwconcern actief in de bouw van publieke infrastructuur, grote bouwprojecten en dienstverlening. Het is een van de toonaangevende mondiale bouwbedrijven, met veel projecten actief in veel landen in de wereld. 
Hochtief is gevestigd in Essen. Het bedrijf werd reeds in 1873 opgericht. Het is eigenaar van het Amerikaans bouwconcern Turner Construction en bezit meer dan 70% van de aandelen van de Australische CIMIC Group. Het heeft ook een dochter Hochtief Concessions die luchthavens uitbaat. In 2010 telde het 70.000 werknemers, in 2017 nog 54.000.
Het Spaanse bouwconcern Grupo ACS verwierf eerst een minderheidsaandeel van 30% van Hochtief, maar werd in 2011 meerderheidsaandeelhouder met meer dan 50% en tegenwoordig meer dan 60% van de aandelen.

## Projecten
Hochtief bouwde onder meer de Zeche Zollverein, was de initiële aannemer van het Belgische Albertkanaal, bouwde ook mee aan de Westwall, de Atlantikwall, Hitlers Berghof, de Wolfsschanze en de Führerbunker. Hochtief werd mondiaal bekend als het bedrijf dat de tempels van Aboe Simbel in 1960 verplaatste voor het Nassermeer ze anders zou overspoelen. Andere constructies zijn de Elbetunnel, als lid van een consortium in de Bosporusbrug, de coördinatie van een consortium voor de Mosoeldam, de Messeturm, de Commerzbank Tower, de ARAG Tower, het Berliner Stadtschloss (wederopbouw), de luchthaven Athene Elefthérios Venizélos, de Dnipro-Arena en in consortium de Elbphilharmonie.